# البرج (ولاية معسكر)
البرج بلدية تابعة لدائرة البرج ولاية معسكر وتبعد عن عاصمة الولاية 21 كم ، يقطنها حوالي 25000 نسمة 
بلدية البرج تقع في الشمال الشرقي لولاية معسكر، يَمر عليها الطريق الوطني رقم 07 الرابط بين ولايتي معسكر وغليزان تحدها كل من القلعة والمناور شرقا، وسجرارة شمالا، وخلوية وعين فارس غربا وتيغنيف والسهايلية جنوبا.

## التسمية
ويرجع أصل التسمية إلى قرون خلت فقد كانت تندرج قديماً ضمن إقليم قلعة بني راشد وكانت تشكل سدس هوارة حسب المؤرخين ونظراً لارتفاعها سُميت حسب المزاري صاحب سعد السعود بالبرج بعدما لجئ إليها جماعة من برجة بالأندلس فاكتشف بها أحدهم ويدعى عياش عيناً للماء تسمى اليوم زنداي فأطلق على البلدة اسم برج عياش.[بحاجة لمصدر]

## تاريخ
وكذا تعرف بكثرة العلماء الأولياء وحملة القرآن وأشهرهم السيد قدور ولد مخفي سيدي عبد الرحيم بن احمد بن محمد بن عمران المُكنى أبو شاقور وسيدي اعمر بن دوبة جد اخوال الأمير عبد القادر وسيدي احمد بن عامر البرجي والحاج قدور أبو بكر الرياحي النحوي الفقيه ومن أعلامها الخطاط الشهير سي البشير محمودي والعلامة سي قدور بلعروسي وسي المختار لواجي والشيخ البشير بلحساين والمُجاهد بن قبلية البرجي والعلامة القوجيلي والشاعر بو نقاب ومن أهم المواسم التي تشتهر بها وعدة أو ركب سيدي عبد الرحيم بوشاقور الراشدي التي واظب عليها أحفاده وأتباعه كل سنة وفيها مظاهر التواد والمحبة حتى مع المداشر المجاورة كأحفاد الولي الصالح سيدي أحمد الزاهد المكنى أحمادوش المقيمون بسجرارة كما يوجد بها الجامع الأعظم الذي بناه الباي سيدي محمد بن عثمان الكبير ابان العهد العثماني ومغارة الكوة واعلى قمة جبلية بها هي قمة جبل بوقاسم 921 م ثم بومنجل وأهم جبل بها هو الطود الشامخ الاشم جبل المناور العتيد الذي يبلغ ارتفاعه حوالي 700م ويمتاز بضخامته ووعورة مسالكه وهو يطل على غليزان ووقعت به معارك طاحنة أيام الاستعمار لقن فيها الجزائريون العدو الفرنسي ابلغ الدروس وقتل منهم العديد حوالي 600 _ واسقطت طائراتهم واتلف عتادهم وهي المعركة المسماة بمعركة المناور والتي خلدها الشاعر المجاهد بن عودة ولد امحمد سي فضيل وسمي الجبل بهذا الاسم نسبة للمنارات التي كانت موجودة هناك للإعلام وبه أنواع من الحيوانات كَالغزال الجبلي والخنزير البري وبعض الطيور والنباتات.

## التنمية
البرج عاصمة دائرة البرج واحدى بلدياتها الثلاثة إضافة إلى خلوية والناور، التي يبلغ عددسكانها حوالي 55000 نسمة. الدائرة فلاحية حيث يكاد ينعدم النشاط الصناعي فيها. بعد العشرسدية السوداء عرفت نشاطا كبيرا وتنمية هائلة، حيث توقف النزوح إلى الولايات الأخرى وخاصة وهران ومدينة معسكر.